# Aziz ad-Duwajk
Aziz Salim Murtada ad-Duwajk (Abu Hiszam) (arab. عزيز سالم مرتضى الدويك; ur. 12 stycznia 1948) – palestyński polityk, przewodniczący Rady Legislacyjnej od 29 marca 2006.
Wykładowca na uniwersytecie w Nabulusie. W 2006 w wyniku operacji izraelskiego wojska został aresztowany, wypuszczono go latem 2009. Ponownie trafił do aresztu 16 czerwca 2014 i przebywał w nim do 9 czerwca 2015.